# 동부중학교 (경남)
동부중학교(東部中學校)는 대한민국 경상남도 거제시 동부면 산양리에 있는 공립 중학교이다.

## 학교 연혁
- 1960년 3월 11일 : 거제제일중 동부분교 설립인가(3학급)
- 1960년 5월 3일 : 개교 및 입학식(1학급 65명)
- 1968년 3월 1일 : 동부중학교 독립인가
- 2008년 2월 20일 : 인조 잔디구장 완공
- 2009년 2월 12일 : 체육관 및 급식소 준공
- 2020년 3월 1일 : 학칙 변경(3학급)
- 2023년 2월 9일 : 제61회 졸업식(졸업생 22명, 누계 5,247명)
- 2023년 3월 1일 : 제32대 박철현 교장 부임
- 2023년 3월 1일 : 2023년도 입학(남 7명, 여 7명 계 14명)

## 참고 자료
- 동부중학교 - 한국교육학술정보원 학교알리미